# M TO M
M TO M（韓文：엠투엠）是南韓歌唱組合。原本由金振浩及孫俊赫共同組成，並於2004年以演唱MBC劇集《跟我說我愛你》的原聲專輯出道。其後由於金振浩離開，另外加入了兩位新成員，分別為金成泰及崔正煥，故此組合現時由3位成員組成。

## 組合專輯
- 2004年：《跟我說我愛你》
- 2005年：《M TO M》
- 2007年：《壞男人》（單曲）
- 2007年：《The Colorful Voices》
- 2008年：《One Day》（單曲）
- 2010年：《這廢話...》

## 電視劇原聲帶
- 2006年：MBC《你來自哪顆星》
- 2006年：KBS《透明人間崔長洙》（崔正煥個人作品）
- 2008年：MBC《New Heart》（崔正煥與李鎮成合作）
- 2008年：MBC《伊甸園之東》
- 2010年：KBS《瑪麗外宿中》因為是她（崔正煥個人作品）
- 2010年：SBS《醫生冠軍》Perfect your love
- 2011年：SBS《對我說謊試試》 再見 真的 再見
- 2012年：SBS《時尚王》妳是一道牆

## 其他
- 2005年：《Big4 of voices in my dream》（與SG Wannabe、Vibe及金鍾國合作）

## 外部連結
- NAVER 
- 歌迷網頁 （页面存档备份，存于） 